# واندرینگ (استرالیای غربی)
واندرینگ (به انگلیسی: Wandering) یک شهرک در استرالیا است که در استرالیای غربی واقع شده‌است.